# Attila (Adler)

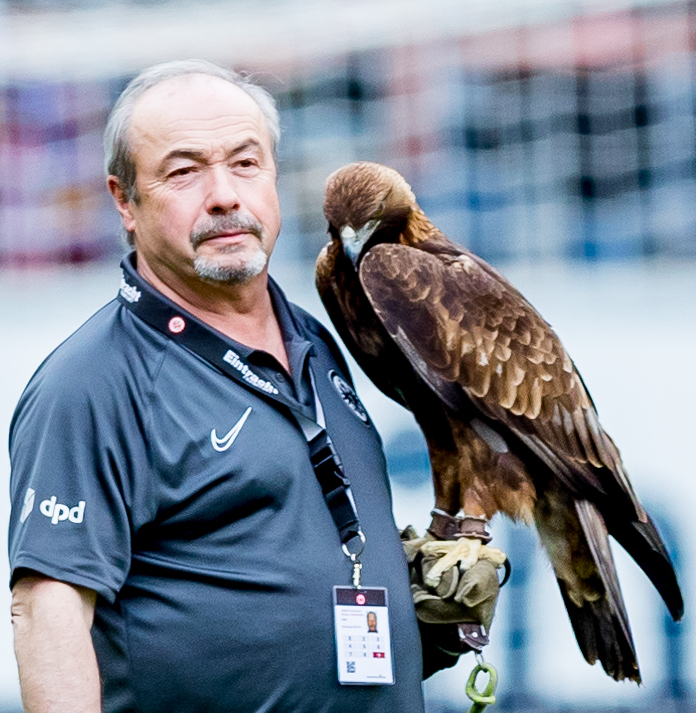
Attila mit seinem Falkner (2022)

Der Steinadler Attila, geschlüpft am 30. April 2004 in Coburg, ist das Maskottchen von Eintracht Frankfurt. Er ist neben dem Geißbock Hennes vom 1. FC Köln das einzige lebende Maskottchen im deutschen Profifußball.

## Lebensdaten
Attila entstammt einer Züchtung in Coburg. Er gehört dem Falkner Norbert Lawitschka und trat früher bei der Greifvogelschau im Wildpark Alte Fasanerie in Hanau Klein-Auheim auf. Er hat eine Flügelspannweite von 1,90 m und wiegt 3,90 kg.

## Maskottchen von Eintracht Frankfurt
Der Adler ist das Wappentier von Eintracht Frankfurt; das Vereinswappen leitet sich vom Wappen der Stadt Frankfurt am Main ab. Bereits der damalige Trainer Klaus Toppmöller kam in der Saison 1993/94 mit einem lebenden Steinadler in die Kabine, um seine Spieler besonders zu motivieren.
Die Idee eines lebenden Adlers als Maskottchen entstand 2006, als ein Mitarbeiter von Eintracht Frankfurt Attila bei einer Flugshow entdeckte. Eintracht Frankfurt übernahm die Patenschaft für den Adler und kommt seither für die Kosten des Futters auf. Seinen ersten öffentlichen Auftritt für Eintracht Frankfurt hatte Attila beim DFB-Pokal-Finale 2006 in Berlin. War zunächst geplant, dass er im Stadion nur virtuell vom Videowürfel grüßen solle, ist er seit der Saison 2006/07 aber bei jedem Heimspiel im Stadion präsent (ausgenommen die Spiele ohne Publikum während der Covid-19-Pandemie in Deutschland 2020 und 2021), und wie 2006 war er auch bei den DFB-Pokalendspielen 2017, 2018 und 2023 in Berlin als Glücksbringer mit dabei.
Der Adler stört sich nicht an den Geräuschen des Stadionpublikums. Er hat von Natur aus ein schlechtes Gehör und ist von klein auf an Menschen gewöhnt. Etwa eine Dreiviertelstunde vor Anpfiff gehen Lawitschka und Attila eine Runde durch das Stadion. Anders als die Adler von Benfica Lissabon darf Attila im Frankfurter Waldstadion aber nicht frei fliegen.